# Teremiski
Teremiski [tɛrɛˈmiski] là một ngôi làng thuộc khu hành chính của Gmina Białowieża, thuộc quận Hajnówka, Podlaskie Voivodeship, ở phía đông bắc Ba Lan, gần biên giới với Belarus. Nó nằm cách khoảng 8 kilômét (5 mi)   về phía tây bắc của Białowieża, 14 km (9 mi) về phía đông của Hajnówka và 59 km (37 mi) về phía đông nam của thủ phủ khu vực Białystok. 

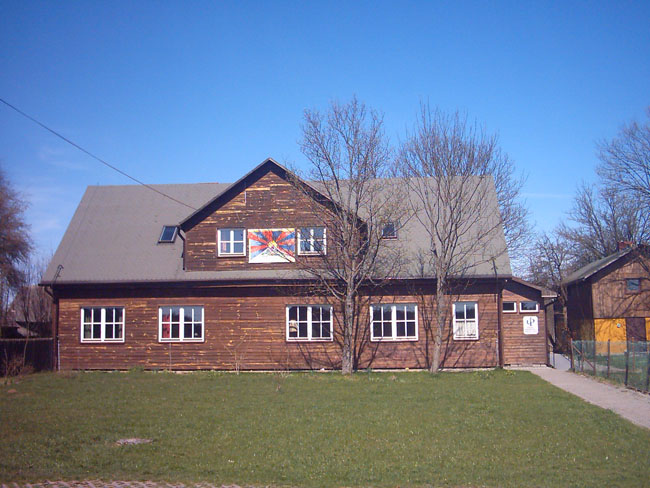
Vị trí của trường đại học Common University

Ngôi làng, với chưa đầy 20 ngôi nhà, một cửa hàng và trạm xe buýt, tuy nhiên vẫn là địa điểm của một trường đại học mùa hè, một trong những tổ chức học tập dân gian được biết đến ở Ba Lan từ trước Thế chiến II. Nó được gọi là Đại học Chung (Common University) Jan Józef Lipski ở Teremiski (Uniwersytet Powszechny w Teremiskach), được thành lập năm 2000 bởi Jacek Kuroń với vợ Danuta.
Tổ chức văn hóa không chính thức này, cung cấp các bài giảng mùa hè của các nhân viên đại học đến từ các quốc gia như Israel, có liên quan đến nhiệm vụ, trong việc phổ biến kiến thức xã hội và mô hình tham gia vào sự phát triển văn hóa ở những nơi liên tục tiếp xúc với văn hóa đã bị phá vỡ. Cơ sở bao gồm Giảng đường và Ký túc xá. Lipski trở thành trưởng khoa đầu tiên và là người quản lý của Tổ chức giáo dục.